# Route nationale 100c
La route nationale 100C, ou RN 100C, est une ancienne route nationale française reliant, juste avant son déclassement, la RN 100B à 1 km au sud d'Espinasses, à Selonnet où elle rejoignait la RN 100.

## Histoire
Avant 1961, la RN 100C reliait l'Île-de-Rousset (RN 100) à Grand-Pré (RN 94). Cette route n'existe plus depuis la mise en eau du barrage de Serre-Ponçon. Ce court tronçon de 3 km a souvent changé de nom : RN 100 jusqu'en 1926 puis RN 100A de 1926 au milieu des années 1930 pour finir : RN 100C avant sa disparition.
La réforme de 1972 entraîne son déclassement, avec effet au 1er janvier 1973 : elle devient la RD 900C et sa gestion est confiée au département des Alpes-de-Haute-Provence.

## Tracé
L'ancienne route nationale 100c commençait à 1 km au sud d'Espinasses, dans le département des Hautes-Alpes. Elle traversait uniquement la commune de Selonnet.